# Dynekilen

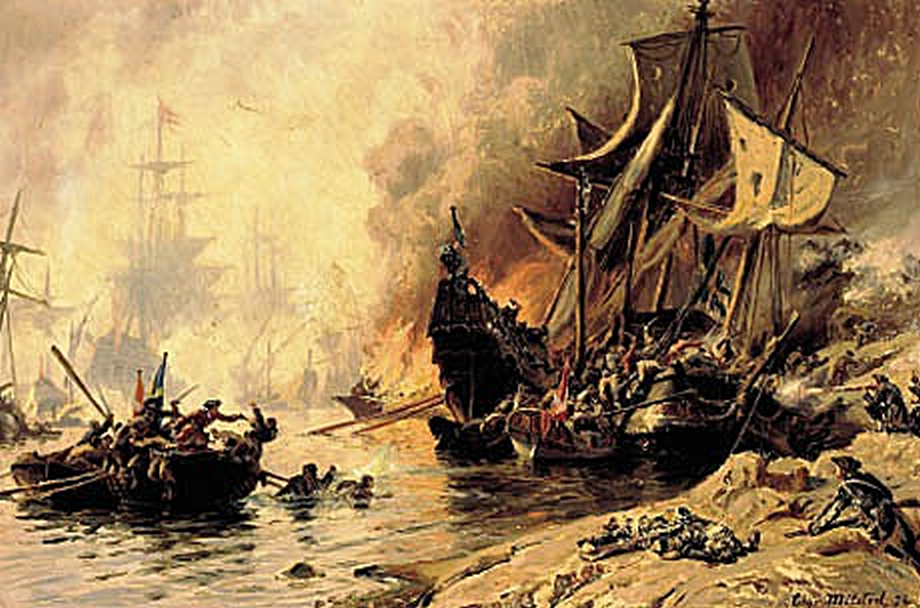
Pintura de la batalla de Dynekilen, per Christian Molsted, 1896

Dynekilen és un petit fiord a Bohuslän a Suècia, una mica al nord de Strömstad, a la frontera noruega.
El fiord de Dynekilen és conegut per la victòria de Peter Tordenskjold en una batalla naval el 8 de juliol del 1716 durant la Gran Guerra Nòrdica, en la qual es va destruir una flota de subministrament sueca, la qual cosa va contribuir en gran manera perquè el rei suec, Carles XII, hagués de renunciar al seu intent de conquerir Noruega.